# چاکراوزو (شهود)
چاکراوزو (به ترکی استانبولی: Çakırözü) یک منطقهٔ مسکونی در ترکیه است که در شهود (شهر) واقع شده‌است.